# ギャグコロスタジオ
『ギャグコロスタジオ』は、テレビ東京系列ほかで放送されていたバラエティ番組。テレビ東京と小学館プロダクションの共同製作。テレビ東京系列では2004年4月4日から2005年3月27日まで毎週日曜10:00 - 10:30（JST）に放送（遅れネットを実施していたBSジャパンを除く）。
正式名称は『ギャグコロスタジオ Gスタ』であるが、番組表などにおいてはもっぱら表題通りのタイトルが用いられていた。通称「ギャグコロ」「Gスタ」。

## 番組内容
月曜 - 金曜 6:45 - 7:30に同じくテレビ東京系列で放送されている『おはスタ』の派生番組にあたる。
『月刊コロコロコミック』掲載作品の『絶体絶命でんぢゃらすじーさん』および『コロッケ!』のアニメと、出演者によるトークなどで構成。
放送第1回・第2回の収録は出演者の大沢あかね宅で、第3回以降の収録は『おはスタ』のスタジオで行われた。その後、屋外でのロケとなる。このほか、小学館やゲーム版『コロッケ!』のメーカーであるコナミを訪れたこともある。
なお、番組は2005年3月27日放送分を以て終了し、4月3日より『MÄR -メルヘヴン-』が放送開始。

### アニメコーナー
絶体絶命でんぢゃらすじーさん
主に番組前半に放送。放送時間は5分で、本編の後には番外編も放送。
コロッケ!
主に番組後半に放送。放送時間は15分で、2004年3月29日まで放送されていた30分アニメの続編。

### 実写コーナー
ダジャレげきじょう
番組前期に放送されていた数十秒のコーナー。毎回1 - 3本のダジャレを実演した映像で披露。
なぞなぞ
番組後期に放送。毎回ビックスモールンやゲストが出すなぞなぞに、あかねちゃん（大沢あかね）や鉄拳王（鉄拳）が答える。
鉄拳王のネタ
毎回鉄拳王がスケッチブックのネタを披露。普段のネタや番組内のアニメに関するネタもあった。
キッズステーションでも放送されたが、地上波での放送中の都合により26回までしか放送されなかった。

## 主な出演者

### 人間
以下のほか、番組前期にはたかね以外の子役タレントも出演していた（主に「ダジャレげきじょう」など）。後の番組リニューアルにより、後期には子役の出演者がたかねのみとなる。このほか、アニメそれぞれの原作者である曽山一寿や樫本学ヴが出演したこともある。
☆…『おはスタ』に出演したことがある。
- あかねちゃん（大沢あかね）☆
- 鉄拳王（鉄拳）☆
- 宇宙兄弟ビックスモールン（ビックスモールン）
- たかね（細山貴嶺）☆

### 着ぐるみ
いずれも、声はアニメでの担当声優があてていた。
- じーさん（絶体絶命でんぢゃらすじーさん）（声：中村大樹）☆
- プリンプリン（コロッケ!）（声：岩田光央）

## スタッフ
- プロデューサー：笹村武史（テレビ東京）、古市直彦
- 製作：テレビ東京、小学館プロダクション

## ネット局
| 放送対象地域   | 放送局             | 放送日時           | 放送系列                          |
| -------------- | ------------------ | ------------------ | --------------------------------- |
| 関東広域圏     | テレビ東京         | 日曜 10:00 - 10:30 | テレビ東京系列                    |
| 北海道         | テレビ北海道       | 日曜 10:00 - 10:30 | テレビ東京系列                    |
| 愛知県         | テレビ愛知         | 日曜 10:00 - 10:30 | テレビ東京系列                    |
| 大阪府         | テレビ大阪         | 日曜 10:00 - 10:30 | テレビ東京系列                    |
| 岡山県・香川県 | テレビせとうち     | 日曜 10:00 - 10:30 | テレビ東京系列                    |
| 福岡県         | TVQ九州放送        | 日曜 10:00 - 10:30 | テレビ東京系列                    |
| 日本全域       | BSジャパン         | 木曜 19:25 - 19:55 | BSデジタル放送 （テレビ東京系列） |
| 愛媛県         | 南海放送           | 木曜 16:55 - 17:25 | 日本テレビ系列                    |
| 富山県         | チューリップテレビ | 月曜 16:20 - 16:50 | TBS系列                           |
| 山口県         | テレビ山口         | 金曜 15:50 - 16:20 | TBS系列                           |
| 岩手県         | 岩手めんこいテレビ | 木曜 17:24 - 17:54 | フジテレビ系列                    |
| 秋田県         | 秋田テレビ         | 火曜 16:29 - 16:59 | フジテレビ系列                    |
| 長野県         | 長野放送           | 水曜 16:00 - 16:30 | フジテレビ系列                    |
| 青森県         | 青森朝日放送       | 月曜 16:00 - 16:30 | テレビ朝日系列                    |
| 宮城県         | 東日本放送         | 水曜 16:00 - 16:30 | テレビ朝日系列                    |
| 静岡県         | 静岡朝日テレビ     | 日曜 12:00 - 12:27 | テレビ朝日系列                    |
| 広島県         | 広島ホームテレビ   | 火曜 15:50 - 16:20 | テレビ朝日系列                    |